# لیک تانسی (تنسی)
لیک تانسی(به انگلیسی: Lake Tansi) شهری در ایالت تنسی کشور ایالات متحده آمریکا است که جمعیت آن در سرشماری سال ۲۰۱۰ میلادی، ۳٬۸۰۳ نفر بوده‌است.